# Drapeau des colonies australiennes
 (mai 2024).
La mise en forme du texte ne suit pas les recommandations de Wikipédia : il faut le « wikifier ».
Les points d'amélioration suivants sont les cas les plus fréquents. Le détail des points à revoir est peut-être précisé sur la page de discussion.
- Les titres sont pré-formatés par le logiciel. Ils ne sont ni en capitales, ni en gras.
- Le texte ne doit pas être écrit en capitales (les noms de famille non plus), ni en gras, ni en italique, ni en « petit »…
- Le gras n'est utilisé que pour surligner le titre de l'article dans l'introduction, une seule fois.
- L'italique est rarement utilisé : mots en langue étrangère, titres d'œuvres, noms de bateaux, etc.
- Les citations ne sont pas en italique mais en corps de texte normal. Elles sont entourées par des guillemets français : « et ».
- Les listes à puces sont à éviter, des paragraphes rédigés étant largement préférés. Les tableaux sont à réserver à la présentation de données structurées (résultats, etc.).
- Les appels de note de bas de page (petits chiffres en exposant, introduits par l'outil «  Source ») sont à placer entre la fin de phrase et le point final[comme ça].
- Les liens internes (vers d'autres articles de Wikipédia) sont à choisir avec parcimonie. Créez des liens vers des articles approfondissant le sujet. Les termes génériques sans rapport avec le sujet sont à éviter, ainsi que les répétitions de liens vers un même terme.
- Les liens externes sont à placer uniquement dans une section « Liens externes », à la fin de l'article. Ces liens sont à choisir avec parcimonie suivant les règles définies. Si un lien sert de source à l'article, son insertion dans le texte est à faire par les notes de bas de page.
- La présentation des références doit suivre les conventions bibliographiques. Il est recommandé d'utiliser les modèles {{Ouvrage}}, {{Chapitre}}, {{Article}}, {{Lien web}} et/ou {{Bibliographie}}. Le mode d'édition visuel peut mettre en forme automatiquement les références.
- Insérer une infobox (cadre d'informations à droite) n'est pas obligatoire pour parachever la mise en page.

Pour une aide détaillée, merci de consulter Aide:Wikification.
Si vous pensez que ces points ont été résolus, vous pouvez retirer ce bandeau et améliorer la mise en forme d'un autre article.
 (mai 2024).
 (mai 2024).
Le drapeau des colonies australiennes a été le précurseur de beaucoup de drapeaux de l'Australie lequel caractérise la Croix du Sud et l'Union Jack combinés.
Il s'agit de la première tentative à concevoir un drapeau distinctif national pour l'Australie. Conçu par les capitaines John Bingle et John Nicholson, les deux résident en Nouvelle-Galles du Sud, il est inspiré par le White Ensign de la Royal Navy, le protecteur et défenseur de l'Australie de 1788 à 1913. La croix de saint Georges est accompagnée quatre étoiles blanches à huit pointes représentant la croix du Sud. D'après Bingle, le drapeau a été adopté par le gouvernement de Thomas Brisbane et le gouverneur de Nouvelle-Galles du Sud de 1821 à 1825. Le drapeau des colonies australiennes a été le premier drapeau conçu spécifiquement pour représenter l'Australie.

« Many years ago as far back as 1823 or 1824 I assisted Captain Nicholson RN, the first Harbour Master of Port Jackson, to plan and recommend to the Lords of the Admiralty a National Colonial Flag for Australia which met with their Lordships approval and adopted by the Government of Sir Thomas Brisbane. Our proposition had the British National St George's Ensign adding Four (4) Stars placed in the four quarters of the Cross in the fly of the Ensign as the emblem of our Hemisphere THE GREAT SOUTHERN CROSS. The flag has lately been disfigured by adding another star in the centre of the Cross by someone not comprehending the original intention and embodying American notions. Sydney in those days was Australia ! and no other province to represent so that adding more Stars frustrated the original intention. »

— Illustrated Retrospect of Present Century, John Bingle (1881)

### Traduction
- (en) Cet article est partiellement ou en totalité issu de l’article de Wikipédia en anglais intitulé « National Colonial Flag » (voir la liste des auteurs).